# کالیچه ال کورنوویلیو
کالیچه ال کورنوویلیو (به ایتالیایی: Calice al Cornoviglio) یک کومونه در ایتالیا است که در استان لا اسپتزیا واقع شده‌است.

## خصوصیات
کالیچه ال کورنوویلیو ۳۴٫۱ کیلومترمربع مساحت و ۱٬۱۴۴ نفر جمعیت دارد و ۴۰۲ متر بالاتر از سطح دریا واقع شده‌است.